# Муслимович, Златан
Зла́тан Мусли́мович (босн. Zlatan Muslimović; 6 марта 1981, Баня-Лука, СФРЮ) — боснийский футболист, имеющий ещё и шведское гражданство, нападающий.

## Клубная карьера

### Италия
Муслимович подписал свой первый профессиональный контракт с итальянским «Удинезе». В основном играл в аренде в низших лигах чемпионата Италии. В 2004 году перешёл в «Римини», где стал лучшим бомбардиром в сезоне 2004/2005, забив в 32 матчах 15 мячей. В 2007 году отдан в аренду в «Парму».

### Греция
22 июля 2008 года подписал трёхлетний контракт с греческим клубом ПАОК. Первый гол за ПАОК забил в товарищеском матче с «Удинезе». В дерби с клубом АЕК забил первый гол в чемпионате.

## Международная карьера
Дебютировал в сборной в матче против Франции в 2006 году. Вместе с Мисимовичем является лучшим бомбардиром Боснии и Герцеговины в отборочных играх к ЧМ-2010.

## Достижения

### Клубные
«Гуйчжоу Жэньхэ»
- Суперкубок Китайской футбольной ассоциации: 2014